# LuaTeX
LuaTeX é um programa de diagramação de texto baseado no TeX que começou como uma versão do pdfTeX (uma extensão do TeX que gera PDFs) com um interpretador Lua incorporado. Depois de algumas versões experimentais, foi adotado pela equipe responsável pelo pdfTex como um sucessor. Em versões posteriores, foram incluídas algumas das funcionalidades da linguagem de programação Alef, especialmente o recurso de escrita de texto multidirecional, permitindo um melhor suporte ao uso de diferentes idiomas. O projeto foi originalmente mantido pela iniciativa Oriental TeX project, fundada por Idris Samawi Hamid, Hans Hagen e Taco Hoekwater.

## Objetivos do Projeto
O principal objetivo do projeto é prover uma versão do sistema TeX, na qual todos os recursos internos estariam acessíveis da linguagem de programação Lua. No processo de abertura do código do TeX, muito do código interno foi reescrito. Assim, com o LuaTeX, os usuários, ou mesmo desenvolvedores de pacotes, poderiam escrever suas próprias extensões ao invés de reescrever as funções em código TeX puro. LuaTeX oferece também suporte nativo a fontes OpenType. Porém, em contraste com o sistema XeTeX, as fontes não são acessadas diretamente das bibliotecas do sistema operacional, mas através de uma biblioteca baseada no FontForge.
Outro projeto relacionado é o MPLib (um módulo da biblioteca MetaPost estendido), que trás suporte a gráficos dentro do TeX.
A equipe do LuaTeX é composta por Taco Hoekwater, Hartmut Henkel e Hans Hagen.

## Versões
A primeira versão beta pública foi lançada no TeX Users Group (TUG)  de 2007 em San Diego. No entanto, o primeiro lançamento formal foi planejado para o fim de 2009; e a primeira versão estável foi lançada somente em 2010. A versão 1.0 foi projetada para o ano de 2012, mas desde outubro de 2015 é esperado o lançamento junto ao pacote TeX Live em 2020.
Desde 2010, tanto o sistema ConTeXt  mark IV quanto o LaTeX com alguns pacotes extras (por exemplo, luaotfload, luamplib, luatexbase, luatextra) já fazem uso do novos recursos trazidos pelo LuaTeX. Ambos são suportados pelo TeX Live de 2010 com a versão 0.60 do LuaTeX. Um suporte específico para TeX puro ainda está em desenvolvimento.

## Leitura complementar
- (em inglês) Manual Pégourié-Gonnard: A guide to LuaLaTeX. 5 May 2013.
- (em inglês) LuaTeX development team: LuaTeX reference manual (0.80.0). 23 October 2015.